# Gluta cambodiana
Gluta cambodiana är en sumakväxtart som beskrevs av Jean Baptiste Louis Pierre. Gluta cambodiana ingår i släktet Gluta och familjen sumakväxter. Inga underarter finns listade i Catalogue of Life.